# グナエウス・コルネリウス・レントゥルス (紀元前146年の執政官)
グナエウス・コルネリウス・レントゥルス（ラテン語: Gnaeus Cornelius Lentulus、生没年不詳）は紀元前2世紀中頃の共和政ローマの政治家。紀元前146年にコンスル（執政官）を務めた。

## 出自
レントゥルスはエトルリアに起源を持つパトリキ（貴族）であるコルネリウス氏族の出身であるが、コルネリウス氏族はローマでの最も強力で多くの枝族を持つ氏族でもあった。レントゥルスのコグノーメン（第三名、家族名）が最初に確認できる人物は、紀元前327年の執政官ルキウス・コルネリウス・レントゥルスであるが、コルネリウス氏族の他の枝族との関係は不明である。
カピトリヌスのファスティによるとレントゥルスの父のプラエノーメンはグナエウス、祖父はルキウスである。同名の父グナエウス・コルネリウス・レントゥルスは紀元前201年に、祖父ルキウス・コルネリウス・レントゥルス・カウディヌスは紀元前237年に執政官を務めた。紀元前156年に執政官を務めたルキウス・コルネリウス・レントゥルス・ルプスは兄弟である。

## 経歴
紀元前161年、ントゥルスはプブリウス・アプスティウスと共に、キューレーネーへ特使として派遣された。この使節団の任務は、エジプトのファラオプトレマイオス7世に対し、ローマはプトレマイオス6世との関係を断絶すると報告することであった。
紀元前149年にプラエトル（法務官）に就任。紀元前146年には執政官に就任した。同僚のプレブス（平民）執政官はルキウス・ムンミウスであった。くじ引きの結果←、ムンミウスがアカエア戦争を指揮することとなり、そこで彼は大勝利を得る。また、この年に第三次ポエニ戦争が終結し、カルタゴは滅亡した。建国から672年目のことであった。同年、ムンミウスはコリントスを破壊したが、こちらはヒッポテースの子アレーテースによる建国から952年目のことであった。カルタゴに勝利したスキピオ・アエミリアヌスは「アフリカヌス」、アカイアに勝利したムンミウスは『アカイクス』のアグノーメン（愛称）を得た。ムンミウスは父祖に高位の公職者を持たず、執政官に就任したノウス・ホモであったが、ノウス・ホモの人物が戦争の勝利を記念するアグノーメンを得たのは、これが最初であった。

## 子孫
紀元前97年の執政官グナエウス・コルネリウス・レントゥルスは息子である。

## 参考資料

### 古代の資料
- カピトリヌスのファスティ
- マルクス・トゥッリウス・キケロ『アッティクスへの手紙』
- ポリュビオス『歴史 (ポリュビオス)|歴史』
- シケリアのディオドロス『歴史叢書』
- ウェッレイウス・パテルクルス『ローマ世界の歴史』

### 研究書
- Bobrovnikova T. "Scipio African" - M .: Young Guard, 2009. - 384 p. - ISBN 978-5-235-03238-5 .
- Broughton R. Magistrates of the Roman Republic. - New York, 1951.
- Haywood R. "Studies on Scipio Africanus" - Baltimore, 1933.
- Münzer F. "Cornelii Lentuli" // RE. - 1900. - T. VII . - P. 1355-1357 .